# テレフェ
テレフェ（Telefe）はアルゼンチンのテレビ局。正式名称はテレビシオン・フェデラル（Televisión Federal）で、TLFと略される場合もある。チャンネルは11。アルゼンチン最大の民放テレビネットワークであり、スペインの大手通信会社テレフォニカが親会社となっている。

## 歴史
1958年に運営組織が設立され、1961年7月21日にカナル・オンセ（Canal Once）として放送開始。1989年に民営化されTelevisión Federal S.A.に改称した。当初はグルーポ・アトランティダが80%、ニューズ・コーポレーションが20%の資本構成であったが、その後1997年にスペインの大手通信会社テレフォニカの現地法人が傘下に収める。

## 主な番組
- CQC（バラエティ番組）
- The Nanny（シットコム）